# Томпсон, Джеймс Уолтер
Джеймс Уолтер Томпсон (англ. James Walter Thompson; 28 октября 1847 — 16 октября 1928) — основатель рекламного агентства Дж. Уолтера Томпсона и пионер многих рекламных технологий.

## Биография
Он родился в Питсфилде, штат Массачусетс, 28 октября 1847 года.
В 1864 году Уильям Джеймс Карлтон начал продавать рекламное пространство в религиозных журналах. Агентство называлось Карлтон и Смит, хотя почти ничего не известно о партнере Смита. В 1868 году Карлтон нанял Томпсона в качестве бухгалтера. В конце концов Томпсон обнаружил, что вымогательство и продажи были намного более прибыльными, и он стал очень эффективным продавцом для небольшой компании. В 1877 году Томпсон купил агентство за 500 долларов и переименовал его в компанию J. Walter Thompson . Томпсон заплатил 800 долларов за мебель Carlton и Smith в той же транзакции.
Понимая, что он мог продать больше места, если компания предоставила услугу по разработке контента для рекламодателей, Томсон нанял писателей и художников, чтобы сформировать первый известный творческий отдел в рекламном агентстве . Он зачисляется как «отец современной рекламы в журналах» в Соединенных Штатах.
Томпсон, отслужив на USS Saratoga в гражданской войне, был страстный моряк. Ему принадлежали различные суда, в том числе морской плавучий дом, пар, (Стелла). Он возглавлял нью-йоркский яхт-клуб, для которого его титул «Commodore» и его портрет стали известными в компании. Он жил на 11-й Шестьдесят восьмой улице в Манхэттене .
Он разработал раздел Рузвельт-усадьбы Крэнфорда в 1890-х годах и построил блок Крэнфордского оперного театра в Крэнфорде, штат Нью-Джерси, для своей жены Маргарет Риггс Бойл Томпсон в 1892 году.
Компания J. Walter Thompson была основана в 1896 году.
В 1899 году Томпсон открыл офис в Лондоне . Заядлый путешественник, Томпсон ездил за границу почти каждое лето в течение двадцати лет и редко возвращался без важных счетов. Он видел Нью-Йорк в качестве «флагманского» офиса для компании без каких-либо географических ограничений. «У этого нет никаких ограничений. Любое место на земле, где товары должны продаваться рекламой, находится внутри забора поля Томпсона», — сказал Томпсон.
В 1900 году JWT опубликовала рекламное объявление, в котором рассказывается о рекламе товарных знаков. Это было первое известное коммерческое объяснение того, что мы теперь знаем как управление брендом . Томпсон вскоре стал известен своей философией рисования прямой линии между производителем и потребителем.
В 1916 году Стэнли Б. Ресор и несколько партнеров купили компанию у стареющего Томпсона за 500 000 долларов.
В 1930 году письмо, адресованное Томпсону, прибыло из будущего президента Франклина Д. Рузвельта, просящего работу для своего сына Эллиота, гарантируя, что «у него прекрасный ум»; Мать JWT была дальним родственником FDR, но Томпсон умер в 1928 году. Эллиот никогда не работал в JWT.

## Наследие
Томпсон несет ответственность за некоторые устойчивые образы бренда в популярной культуре, такие как Гибралтарский камень, используемый для Prudential Insurance Company .
Сегодня JWT является одним из крупнейших рекламных агентств в Соединенных Штатах и четвертым по величине в мире. Это одна из ключевых компаний группы WPP Сэра Мартина Соррелла (NASDAQ: WPPGY) и со штаб-квартирой в Нью-Йорке. Глобальное агентство возглавляет всемирный председатель и глобальный исполнительный директор Боб Джеффри, который взял на себя эту роль в 1998 году. JWT был назван журналом Adweek в 2009 году «Глобальное агентство года».